# Lu Nuesciu
Lu Nuesciu è una rivista di satira e fumetti, fondata a Manduria nel 1958 da un gruppo di giovani coltivatori manduriani e scritto quasi totalmente in vernacolo, ricco di narrazioni umoristiche, da vignette satiriche; oggi è edito dalla Pro Loco di Manduria in concomitanza con la Fiera Pessima.
L’umorismo, punto di forza de Lu Nuesciu, era incentrato sulla caricatura di molti manduriani, politici e non.
A tal proposito c’è da evidenziare la copertina, nata intorno al 1963, ritraente un fanciullo che simboleggiava l’indifferenza degli autori nei confronti delle querele mossegli contro.
Da allora il simbolo della rivista, riproposto ogni anno sulla copertina ma inserito in diverse situazioni o problemi del territorio, è "Il bambino che fa pipì"
Nuvole di risate è dall'edizione del 2006 il concorso di vignette umoristiche che riguardino la situazione politica, 
economica, sociale, ambientale e turistica della città. 